# Astracantha deinacantha
Astracantha deinacantha là một loài thực vật có hoa trong họ Đậu. Loài này được (Boiss.) Podlech miêu tả khoa học đầu tiên.